# تيري هاربر (لاعب كرة قاعدة)
تيري هاربر (بالإنجليزية: Terry Harper)‏ هو لاعب كرة قاعدة أمريكي، ولد في 19 أغسطس 1955 في مقاطعة دوغلاس في الولايات المتحدة.

## وصلات خارجية
- تيري هاربر على موقع الدوري الياباني لكرة القاعدة (الإنجليزية)
- تيري هاربر على موقعبيزبول رفرنس.كوم (الدوري الرئيسي) (الإنجليزية)
- تيري هاربر على موقعبيزبول رفرنس.كوم (الدوري الثانوي) (الإنجليزية)
- تيري هاربر على موقع إي إس بي إن.كوم (أم.أل.بي) (الإنجليزية)
- تيري هاربر على موقع مشجعي الرسوم البيانية (الإنجليزية)